# Petit-Montrouge
El barri del Petit-Montrouge (Quartier du Petit-Montrouge, en francés) és el 55é barri administratiu de la ciutat de París, dins del 14é districte de la capital francesa. Deu el seu nom al fet que, fins a la reforma administrativa que l'any 1860 va establir els límits actuals de la ciutat de París, el territori que conforma aquest barri formava part de la comuna veïna de Montrouge.

## Situació

Barris del 14é districte de París

El barri del Petit-Montrouge s'estén pel centre i el sud del 14é districte. Pel nord, fita amb el barri de Montparnasse. Per l'est, amb el barri del Parc-Montsouris. Pel sud, i ja fora de París, amb la comuna de Montrouge (Alts del Sena). Per l'oest, limita amb el barri de Plaisance.